# 邝彬
鄺彬（？—？），道州寧遠縣人，北宋政治人物，進士出身。

## 簡歷
北宋元符三年（1100年），參加庚辰科殿試，登進士第二甲，授予行人。